# Matteo Trefoloni
Matteo Simone Trefoloni (født 31. marts 1971 i Siena) er en italiensk fodbolddommer. Han har aldrig dømt nogen EM- eller VM-kampe, men han har dømt én kamp i Champions League og 6 kampe i UEFA-cupen